# Liracraea otakauica
Liracraea otakauica é uma espécie de gastrópode do gênero Liracraea, pertencente a família Mangeliidae.